# Dinteranthus inexpectatus
Dinteranthus inexpectatus är en isörtsväxtart som beskrevs av Moritz Kurt Dinter och Hans Jacobsen. Dinteranthus inexpectatus ingår i släktet Dinteranthus och familjen isörtsväxter. Inga underarter finns listade i Catalogue of Life.